# PegDIG
PegDIG (Pegasus Dwarf Irregular Galaxy) – nieregularna galaktyka karłowata w gwiazdozbiorze Pegaza. Odkrył ją w 1950 Albert George Wilson.
Odległość galaktyki od Ziemi wynosi według różnych szacunków od około 2,5 do 6 milionów ly. Zazwyczaj przyjmuje się wartość ok. 3 mln lat świetlnych, co oznaczałoby, że jest ona członkiem podgrupy Galaktyki Andromedy.
W 1975 ustalono, że PegDIG jest członkiem Grupy Lokalnej.
Większość gwiazd w PegDIG jest uboga w metale.